# Granica chińsko-nepalska
Granica chińsko-nepalska – granica międzypaństwowa dzieląca terytoria Chin i Nepalu, istniejąca od 1950 roku, ciągnąca się na długości 1236 km, wzdłuż łańcucha Himalajów.

## Przebieg
Granica przebiega z północnego wschodu na południowy zachód, wzdłuż łańcucha gór Himalajów. Jednym ze szczytów położonych w jej przebiegu jest najwyższa góra świata, Mount Everest.

## Historia
Przed rokiem 1950 Nepal nie graniczył z Chinami, lecz z państwem tybetańskim. Po zajęciu tego kraju przez wojska chińskie powstała obecna granica.